# Protoerigone otagoa
Protoerigone otagoa là một loài nhện trong họ Linyphiidae.
Loài này thuộc chi Protoerigone. Protoerigone otagoa được A. David Blest miêu tả năm 1979.